# Flora Gomes

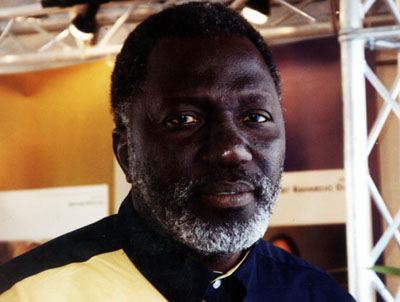
Flora Gomes, 2012

Florentino Gomes, bekannter unter seinem Künstlernamen Flora Gomes (* 13. Dezember 1949 in Cadique, Portugiesisch-Guinea) ist ein guinea-bissauischer Filmemacher. Er gilt als einer der bekanntesten Filmemacher Guinea-Bissaus und Westafrikas.

## Leben
Florentino Gomes wurde am 13. Dezember 1949 im kleinen Ort Cadique im Grenzgebiet zu Französisch-Guinea (heute Guinea-Conakry) geboren. Diese besonders stark bewaldete Grenzregion namens Tombali stellte später die Südfront der im Untergrund gegen die portugiesische Kolonialmacht kämpfende PAIGC dar. Gomes' Eltern engagierten sich im Untergrund, er selbst gewann dadurch bereits früh ein politisches Bewusstsein. Später war Gomes einer der ersten Schüler der in Conakry residierenden Pilotenschule (Escola Piloto) der PAIGC. Gomes galt als Bewunderer des PAIGC-Anführers Amílcar Cabral.
1972 entschied sich Gomes, angeblich auf Anraten von Cabral, nach Kuba zu ziehen, um dort Film am Instituto Cubano del Arte e Industria Cinematográficos (ICAIC) unter der Anleitung des bekannten Regisseurs Santiago Álvarez zu studieren. Später zog Gomes nach Senegal, wo er bei Paulin Soumanou Vieyra weiter lernte. Zusammen mit seinem ebenfalls aus Guinea-Bissau stammenden und am ICAIC studierenden Freund Sana Na H'Hada (Sérgio Pina) produzierte er 1976 und 1978 die ersten zwei Kurzfilme: O Regresso de Cabral (Die Rückkehr Cabrals) und Anós Nô Oça Luta (Wir trauen uns zu kämpfen).
Nach neun Jahren des Experimentierens und Ausprobierens produzierte Gomes 1987 seinen ersten Langspielfilm namens Mortu Nega – Vom Tod verschmäht. Der Film, gezeigt auf verschiedenen internationalen Filmfestivals, war ein großer Erfolg – Gomes erhielt mehrere Preise und Würdigungen für sein Werk. Dazu gehören unter anderem zwei Jury-Erwähnungen auf dem Filmfestival von Venedig, der „Oumarou Ganda“-Preis bei der elften FESCPACO, sowie der zweite Preis beim Filmfestival von Aveiro. In Mortu Nega – Vom Tod verschmäht kritisiert Gomes die Unabhängigkeitsbewegung und langjährige Regierungspartei PAIGC unter anderem dafür, dass sie seit der Unabhängigkeit Guinea-Bissaus ihren früheren Idealen nicht mehr folge. Er porträtiert dabei Veteraninnen und Veteranen in Guinea-Bissau, die in der postkolonialen, korrupten Gesellschaft des Landes vor Herausforderungen stehen.
Seinen Filmdebüt folgten mehrere weitere erfolgreiche Filme: Olhos Azuis de Yonta (Die blauen Augen Yontas) 1992, Po di Sangui 1997, sowie Nha Fala – Meine Stimme 2002. 2007 drehte er gemeinsam mit der portugiesischen Filmemacherin Diana Andringa die vielfach gelobte Dokumentation As Duas Faces da Guerra (Die zwei Gesichter des Krieges), in dem portugiesische wie guinea-bissauische Veteraninnen und Veteranen vom Unabhängigkeitskrieg erzählen.
Zahlreiche seiner Filme erhielten Auszeichnungen afrikanischer und internationaler Filmfestivals.

## Filmografie
- 1976: O Regresso de Cabral (Dokumentarkurzfilm)
- 1977: A Reconstrução (Dokumentarkurzfilm) – zusammen mit Sérgio Pina
- 1978: Anos no Oça Luta (Dokumentarkurzfilm) – zusammen mit Sérgio Pina
- 1987: Mortu Nega – Vom Tod verschmäht (Mortu Nega)
- 1992: Os Olhos Azuis de Yonta
- 1994: A máscara (Dokumentarkurzfilm)
- 1996: Po di Sangui
- 2002: Nha Fala – Meine Stimme (Nha Fala)
- 2007: As Duas Faces da Guerra (Dokumentarfilm) – zusammen mit Diana Andringa
- 2010: A República di Mininus
- 2013: República di Mininus